# Daniel da Silva
Daniel da Silva (nacido el 27 de mayo de 1973) es un exfutbolista brasileño que se desempeñaba como defensa.
En 2002, Daniel da Silva jugó para la selección de fútbol de Brasil.

## Trayectoria

### Clubes
| Club           | País   | Año         |
| -------------- | ------ | ----------- |
| Matonense      | Brasil | 1996        |
| Santos         | Brasil | 1997 - 1998 |
| Verdy Kawasaki | Japón  | 1998        |
| São Caetano    | Brasil | 1999 - 2002 |
| Palmeiras      | Brasil | 2003 - 2006 |
| São Caetano    | Brasil | 2007        |

### Selección nacional
| Selección | País   | Año  |
| --------- | ------ | ---- |
| Absoluta  | Brasil | 2002 |

## Estadística de equipo nacional
| Selección de fútbol de Brasil | Selección de fútbol de Brasil | Selección de fútbol de Brasil |
| Año                           | Part.                         | Goles                         |
| ----------------------------- | ----------------------------- | ----------------------------- |
| 2002                          | 1                             | 0                             |
| Total                         | 1                             | 0                             |